# Persone di cognome Jung
| Questa pagina contiene informazioni ricavate automaticamente dalle voci biografiche con l'ausilio del template Bio e di un bot. L'aggiornamento è periodico e automatico e ricostruisce completamente la pagina. Se manca una persona in questa lista, sei pregato di non aggiungerla, ma accertati piuttosto che la sua voce biografica contenga il template Bio e che i dati anagrafici siano correttamente compilati. Se il template Bio manca, inseriscilo tu stesso o, in alternativa, metti l'avviso {{tmp\|Bio}} che ne segnala la mancanza. Se i dati riportati sono sbagliati, correggi direttamente la voce biografica; le modifiche saranno visibili in questa lista entro pochi giorni. Per chiarimenti vedi il progetto antroponimi. La lista contiene solo le 85 persone che sono citate nell'enciclopedia e per le quali è stato implementato correttamente il template Bio. Pagina aggiornata al 7 giu 2025. |

Questa è una lista di persone presenti nell'enciclopedia che hanno il cognome Jung, suddivise per attività principale.

## Allenatori di calcio(1)
- Jung Byung-tak, allenatore di calcio, calciatore e dirigente sportivo sudcoreano (Yeosu, n. 1942 - Goyang, † 2016)

## Artisti marziali misti(1)
- Jung Chan-sung, ex artista marziale misto e kickboxer sudcoreano (Pohang, n. 1987)

## Attori(4)
- Jang Hyuk, attore sudcoreano (Pusan, n. 1976)
- Jung Hae-in, attore e modello sudcoreano (Seul, n. 1988)
- Jung Il-woo, attore sudcoreano (Seul, n. 1987)
- Jung Woo-sung, attore sudcoreano (Seul, n. 1973)

## Attrici(15)
- Alissa Jung, attrice e regista tedesca (Münster, n. 1981)
- Jung Da-bin, attrice sudcoreana (n. 2000)
- Jung Eun-chae, attrice sudcoreana (Pusan, n. 1986)
- Jung Hye-sung, attrice sudcoreana (n. 1991)
- Min Hyo-rin, attrice, cantante e modella sudcoreana (Daegu, n. 1986)
- Jung Hye-young, attrice sudcoreana (Seul, n. 1973)
- Jung In-sun, attrice sudcoreana (Goyang, n. 1991)
- Jung Ji-so, attrice sudcoreana (Seul, n. 1999)
- Jung Ryeo-won, attrice e cantante sudcoreana (Seul, n. 1981)
- Svenja Jung, attrice tedesca (Weroth, n. 1993)
- Vanessa Jung, attrice tedesca (Monaco di Baviera, n. 1980)
- Jung Yeon-joo, attrice sudcoreana (Seul, n. 1990)
- Jung Yoo-jin, attrice e modella sudcoreana (n. 1989)
- Jung Young-joo, attrice sudcoreana (Seul, n. 1971)
- Jung Yu-mi, attrice sudcoreana (Busan, n. 1983)

## Avvocati(1)
- Edgar Julius Jung, avvocato e scrittore tedesco (Ludwigshafen am Rhein, n. 1894 - Berlino, † 1934)

## Biatleti(1)
- Mathias Jung, ex biatleta tedesco (Trusetal, n. 1958)

## Calciatori(12)
- Andrew Jung, calciatore francese (Remiremont, n. 1997)
- Anthony Jung, calciatore tedesco (La Vila Joiosa, n. 1991)
- Gideon Jung, calciatore tedesco (Düsseldorf, n. 1994)
- Jung In-hwan, ex calciatore sudcoreano (n. 1986)
- Jung Jae-kwon, ex calciatore sudcoreano (n. 1970)
- Jung Jae-yong, calciatore sudcoreano (Seul, n. 1990)
- Jung Jo-gook, ex calciatore sudcoreano (Seul, n. 1984)
- Jung Kwang-min, ex calciatore sudcoreano (n. 1976)
- Sebastian Jung, calciatore tedesco (Königstein im Taunus, n. 1990)
- Jung Sung-hoon, ex calciatore sudcoreano (Changwon, n. 1979)
- Jung Sung-ryong, calciatore sudcoreano (Gwangju, n. 1985)
- Jung Woo-young, calciatore sudcoreano (Ulsan, n. 1989)

## Calciatrici(1)
- Jung Seol-bin, calciatrice sudcoreana (n. 1990)

## Cantanti(14)
- Jessica, cantante, modella e attrice sudcoreana (San Francisco, n. 1989)
- Jung Chae-yeon, cantante, attrice e ballerina sudcoreana (Suncheon, n. 1997)
- Krystal, cantante e attrice sudcoreana (San Francisco, n. 1994)
- Claudia Jung, cantante e attrice tedesca (Ratingen, n. 1964)
- Eunha, cantante e attrice sudcoreana (Seul, n. 1997)
- Jung Eun-ji, cantante e attrice sudcoreana (Distretto di Haeundae, n. 1993)
- Jung Ha-na, cantante, cantautrice e rapper sudcoreana (Uijeongbu, n. 1990)
- Harris J, cantante britannico (Chelsea, n. 1997)
- Rain, cantante e attore sudcoreano (Seosan, n. 1982)
- Nicole Jung, cantante sudcoreana (Los Angeles, n. 1991)
- Wheein, cantante sudcoreana (n. 1995)
- Jung Yong-hwa, cantante, produttore discografico e attore sudcoreano (Seul, n. 1989)
- Seo Taiji, cantante, musicista e compositore sudcoreano (Seul, n. 1972)
- Yunho, cantante, cantautore e attore sudcoreano (Gwangju, n. 1986)

## Cavalieri(1)
- Michael Jung, cavaliere tedesco (Bad Soden am Taunus, n. 1982)

## Chitarristi(1)
- Sungha Jung, chitarrista e youtuber sudcoreano (Cheongju, n. 1996)

## Compositori(1)
- Jung Jae-il, compositore sudcoreano (Seul, n. 1982)

## Criminali(1)
- George Jung, criminale statunitense (Weymouth, n. 1942 - Weymouth, † 2021)

## Danzatori(1)
- Carsten Jung, ballerino tedesco (Gotha, n. 1975)

## Giocatori di badminton(1)
- Jung Jae-sung, giocatore di badminton sudcoreano (Jeonju, n. 1982 - † 2018)

## Giocatrici di badminton(1)
- Jung Kyung-eun, giocatrice di badminton sudcoreana (Masan, n. 1990)

## Imprenditori(1)
- Guido Jung, imprenditore e politico italiano (Palermo, n. 1876 - Palermo, † 1949)

## Lottatori(1)
- Jung Yei-hyun, lottatore sudcoreano (n. 1987)

## Lunghiste(1)
- Jung Soon-ok, lunghista sudcoreana (n. 1983)

## Matematici(1)
- Giuseppe Jung, matematico italiano (Milano, n. 1845 - Milano, † 1926)

## Modelle(2)
- Jung Ho-yeon, modella e attrice sudcoreana (Seul, n. 1994)
- Jung So-ra, modella sudcoreana (Seul, n. 1991)

## Nuotatrici(1)
- Julia Jung, ex nuotatrice tedesca (Haiger, n. 1979)

## Pallavoliste(1)
- Jung Dae-young, pallavolista sudcoreana (Cheongju, n. 1981)

## Pallavolisti(1)
- Jung Ji-seok, pallavolista sudcoreano (Bucheon, n. 1995)

## Pentatleti(1)
- Jung Jin-hwa, pentatleta sudcoreano (Ulsan, n. 1989)

## Politici(3)
- Burkhard Jung, politico tedesco (Siegen, n. 1958)
- Franz Josef Jung, politico tedesco (Eltville am Rhein, n. 1949)
- Philipp Wilhelm Jung, politico tedesco (Nieder-Flörsheim, n. 1884 - Worms, † 1965)

## Psichiatri(1)
- Carl Gustav Jung, psichiatra, psicoanalista e antropologo svizzero (Kesswil, n. 1875 - Küsnacht, † 1961)

## Psicologhe(1)
- Emma Jung, psicologa svizzera (Sciaffusa, n. 1882 - Zurigo, † 1955)

## Rapper(4)
- Simon Dominic, rapper sudcoreano (Busan, n. 1984)
- J-Hope, rapper, compositore e produttore discografico sudcoreano (Gwangju, n. 1994)
- One, rapper, cantante e cantautore sudcoreano (Seul, n. 1995)
- San E, rapper e cantautore sudcoreano (Bupyeong-gu, n. 1985)

## Schermidori(2)
- Jung Chang-yong, schermidore sudcoreano (n. 1981)
- Jung Jin-sun, schermidore sudcoreano (Hwaseong, n. 1984)

## Schermitrici(2)
- Jung Gil-ok, schermitrice sudcoreana (n. 1980)
- Jung Hyo-jung, schermitrice sudcoreana (Pusan, n. 1984)

## Scrittori(1)
- Jung Soseong, scrittore sudcoreano (Daegu, n. 1944 - † 2020)

## Skeletonisti(1)
- Jung Seung-gi, skeletonista sudcoreano (n. 1999)

## Tenniste(1)
- Sylvie Jung Henrotin, tennista francese (Le Havre, n. 1904 - Lake Placid, † 1970)

## Tennisti(1)
- Jason Jung, tennista statunitense (Torrance, n. 1989)

## Senza attività specificata(1)
- Jung Jae-eun, ex taekwondoka sudcoreana (n. 1980)